# Брагино (Гдовский район)
Брагино — деревня в Гдовском районе Псковской области России. Входит в состав городского поселения «Гдов» Гдовского района.
Расположена в 2 км к юго-востоку от Гдова на автодороге Псков — Гдов (Р60).

## Население
Численность населения деревни по оценке на 2000 год составляет 53 жителя.

## История
До 2005 года деревня входила в состав ныне упразднённой Гдовской волости.